# Громада Рибалок України
Громада Рибалок України (ГРУ) — Всеукраїнське громадське об'єднання рибалок-любителів і спортсменів. Включає до свого складу Всеукраїнський благодійний фонд, Всеукраїнський риболовно-спортивний клуб і Всеукраїнську громадську організацію. Організація об'єднує всіх, хто захоплений риболовлею, чия трудова діяльність так чи інакше пов'язана з риболовним спортом або бізнесом, займається проблемами екології, охорони природи, стану водойм та боротьбою з браконьєрством.

## Історія
У 2006 році засновано Всеукраїнський благодійний фонд «ВБФ ГРУ». У 2008 році створено Всеукраїнський риболовно-спортивний клуб і Всеукраїнська газета «Риболовний Вісник», що увійшли потім до складу Всеукраїнської громадської організації «Громада Рибалок України». Регіональні відділення ГРУ, які формуються на базі місцевих рибальських клубів і співтовариств, діють вже майже у всіх областях України.

## Діяльність
Організація має на меті захист прав та інтересів українських рибалок: повсюдна заборона вільного продажу сіток і незаконних знарядь лову, громадська охорона рибних ресурсів і водного середовища України, популяризація і розвиток як любительського так і спортивного рибальства, а також риболовного туризму, підвищення рибальської культури населення, навчання азам майстерності підростаючого покоління, рибальська реабілітація дітей-сиріт та інвалідів.